# Omneo
Omneo — «Облачная» система от компании Siemens PLM Software, предназначенная для обработки больших массивов данных (Big Data), в том числе, слабосвязанных друг с другом.

## История создания
Продукт Omneo был представлен в апреле 2014 года одноимённым подразделением компании Camstar Systems (город Шарлотт, Северная Каролина, США), основанной в 1984 году и специализирующейся на поставке MES- и MOM-решений. В октябре 2014 года Camstar была поглощена концерном Siemens AG. Omneo входит в портфель решений компании Siemens PLM Software — бизнес-подразделения департамента Digital Factory концерна Siemens AG.

## Обзор решения
Omneo представляет собой «облачный» продукт, предоставляемый пользователям по принципу «программное обеспечение как услуга» (SaaS).
Omneo объединяет широкий спектр разрозненных данных от клиентов, производителей, поставщиков, сервисных служб и предоставляет их в контексте интересующего продукта, что позволяет производителю получить 360 градусный обзор цепочки поставок. В частности, Omneo позволяет выявить отдельные проблемы в логистической цепочке, такие как, например, неправильная консервация комплектующих при доставке определённым видом транспорта.
Функциональные возможности
- Обработка в режиме реального времени потока данных от изделий, разработанных в парадигме «Интернета вещей, IoT»[6];
- Аккумуляция и обработка в режиме реального времени слабо связанных друг с другом данных получаемых из различных источников: PLM, MES, CRM, ERP, QMS и пр.;
- Встроенный язык описания схем обработки исходных данных;
- Валидация и «очистка» исходных данных поступающих на обработку;
- Поисковое индексирование обработанных данных для молниеносного поиска по любым интересующим критериям;
- Развитые средства предоставления интерактивной бизнес графики на основе обрабатываемых данных;

## Применение
Omneo используется рядом компаний, в том числе Dell, Bose.